# تلوانه
تلوانه، یک روستای اصلی وابسته به مرکز الباجور در استان منوفیه در مصر است.

## تاریخ
علی مبارک در کتاب «الخطط التوفيقية» به این روستا اشاره می‌کند که این روستا یکی از روستاهای منوفیه در بخش سبک است و دارای ۳ مسجد است که یکی از آنها دارای مناره و تعدادی زیارتگاه مقدس است. و نیز دارای سه باغ و ۱۶ چرخ آبی و جمعاً ۱۷۴۰ جریب زمین است و جمعیت آن ۳۵۰۰ نفر است که همگی مسلمان هستند و به زراعت پنبه مشهورند. 

## جمعیت
بر اساس سرشماری رسمی سال ۲۰۰۶ ، جمعیت تلوانه به ۱۰۷۹۷ نفر رسید. 